# Marian Jeleniewski
Marian Zbigniew Jeleniewski (ur. 1 lipca 1962 w Michałowicach) – polski pilot wojskowy; generał brygady Wojska Polskiego; dowódca 32 pułku lotnictwa rozpoznania taktycznego (1997–1998); szef zabezpieczenia w Centrum Operacji Powietrznych NATO (2003–2006); dowódca 4 Skrzydła Lotnictwa Szkolnego (2013–2015), zastępca dyrektora w Międzynarodowym Sztabie Wojskowym (2016–2022).

## Życiorys
Marian Jeleniewski urodził się 1 lipca 1962 w Michałowicach.

### Wykształcenie
Absolwent Wyższej Oficerskiej Szkoły Lotniczej w Dęblinie (1986); Akademii Obrony Narodowej w Warszawie (1996), podyplomowe studia dowódczo-sztabowe w Akademii Wojennej Sił Powietrznych Stanów Zjednoczonych (Air War College) w Maxwell – USA (1999), podyplomowych studiów polityki obronnej w AON (2009). Ukończył także kursy specjalistyczne, m.in. wyższy kurs zarządzania zasobami obrony w Szkole Podyplomowej Marynarki Wojennej Stanów Zjednoczonych w Monterey (2007).

### Służba wojskowa
Marian Jeleniewski po przeszkoleniu na samoloty naddźwiękowe MiG-21 zawodową służbę rozpoczął w 1986 na stanowisku pilota w 32 pułku lotnictwa rozpoznania taktycznego (32 plrt) na lotnisku Sochaczew-Bielice. W 1989 uzyskał 1 klasę pilota wojskowego, a następnie uprawnienia instruktorskie na samolocie MiG-21. W 1992 został skierowany na przeszkolenie do Szkoły Dowodzenia Oficerów RAF w bazie Henlow w Wielkiej Brytanii. Po jego ukończeniu, w tym samym roku, objął stanowisko dowódcy klucza lotniczego, a rok później został dowódcą eskadry lotniczej. W 1996 objął funkcję zastępcy dowódcy 32 plrt. Od maja 1997 do stycznia 1998 pełnił obowiązki dowódcy 32 plrt, następnie został starszym inspektorem szkolenia lotniczego w Oddziale Lotnictwa Taktycznego Dowództwa Wojsk Lotniczych i Obrony Powietrznej. W 1999 kontynuował służbę w DWLiOP jako starszy inspektor – starszy specjalista w Oddziale Inspektorów Lotniczych. W 2002 został szefem Pionu Planowania Operacji w nowo utworzonym Centrum Operacji Powietrznych (COP) w Warszawie. W latach 2003–2006 był szefem zabezpieczenia w Centrum Operacji Powietrznych NATO w Kalkar (Niemcy). W 2006 wrócił do Polski i objął stanowisko dowódcy – instruktora pilota 32 Ośrodka Dowodzenia i Naprowadzania w Krakowie. W październiku 2007 został zastępcą szefa Szefostwa Służby Ruchu Lotniczego Sił Zbrojnych RP. Po ukończeniu podyplomowych studiów polityki obronnej w AON objął obowiązki szefa operacji powietrznych w COP.
9 listopada 2009 prezydent RP Lech Kaczyński mianował go na stopień generała brygady. Od listopada 2009 do końca października 2012 był zastępcą dowódcy Połączonego Centrum Operacji Powietrznych NATO w Uedem. Po powrocie do kraju został zastępcą dowódcy Centrum Operacji Powietrznych. Od 18 marca 2013 piastował stanowisko dowódcy 4 Skrzydła Lotnictwa Szkolnego w Dęblinie. 2 maja 2013 z okazji Dnia Flagi Rzeczypospolitej Polskiej prezydent Bronisław Komorowski wręczył mu flagę państwową jako dowódcy 4 Skrzydła Lotnictwa Szkolnego. 2 listopada 2015 objął obowiązki dyrektora Departamentu Strategii i Planowania Obronnego MON. W 2016 został desygnowany na stanowisko zastępcy dyrektora w Międzynarodowym Sztabie Wojskowym (ang. International Military Staff, IMS – Bruksela, Belgia). Biegle posługuje się językiem angielskim. 30 czerwca 2022 po 40 latach służby zakończył zawodową służbę wojskową.

## Awanse
- podporucznik – 1986[3]

(...)
- generał brygady – 11 listopada 2009[11]

## Ordery, odznaczenia i wyróżnienia
- Srebrny Krzyż Zasługi – 2007[1]
- Srebrny Medal za Długoletnią Służbę
- Złoty Medal „Siły Zbrojne w Służbie Ojczyzny” – 2013[12]
- Odznaka pamiątkowa 32 plrt – 1997, ex officio
- Odznaka pamiątkowa 4 Skrzydła Lotnictwa Szkolnego – 2013, ex officio
- Odznaka Pilota Wojskowego
- Odznaka skoczka spadochronowego wojsk lotniczych

i inne